# 小倉和夫
小倉 和夫（おぐら かずお、1938年11月15日 - ）は、日本の外交官。韓国大使、フランス大使、国際交流基金理事長などを務めた後、青山学院大学教授、立命館大学教授、日本財団パラリンピックサポートセンター理事長。東京都出身。
父は農林官僚・経済学者の小倉武一。弟は社会学者の小倉充夫。

## 略歴

### 学歴
- 1951年 - 東京教育大学附属小学校（現・筑波大学附属小学校）卒
- 1957年 - 東京教育大学附属中学校・高等学校（現・筑波大学附属中学校・高等学校）卒
- 1962年 - 東京大学法学部卒
- 1964年 - ケンブリッジ大学経済学部卒

### 職歴
- 1962年 - 外務省入省
- 1962年 - 英語研修（ケンブリッジ大学）
- 1964年 - 在連合王国日本国大使館大使館三等書記官[2]。
- 1967年 - 経済局国際機関第一課事務官
- 1975年 - 在アメリカ合衆国日本国大使館一等書記官[2]。
- 1977年 - 香港総領事館領事
- 1978年 - アメリカ局北米第二課長
- 1981年 - アジア局北東アジア課長
- 1984年 - OECD代表部参事官
- 1988年 - 大臣官房審議官（経済局担当）
- 1990年 - 大臣官房文化交流部長
- 1992年 - 経済局長
- 1994年 - 1995年 駐ベトナム大使
- 1995年 - 1997年 外務審議官（経済担当）
- 1997年 - 1999年 駐韓国大使
- 1999年 - 2002年 駐フランス大使（在任中、アンドラ大使、ジブチ大使にも併任している時期がある。）
- 2003年10月 - 2011年9月 国際交流基金理事長
- 2009年 - 2011年 一橋大学大学院社会学研究科地球社会研究専攻客員教授
- 2011年 - 2013年 東京2020オリンピック・パラリンピック招致委員会評議会事務総長
- 2014年 - 2015年 日本財団パラリンピック研究会代表
- 2014年 - 一般社団法人全国農業会議所理事
- 2015年 - 2023年 日本財団パラリンピックサポートセンター理事長
- 2023年 - 日本財団パラスポーツサポートセンターパラリンピック研究会代表
- 青山学院大学国際政治経済学部特別招聘教授[3]
- 「国連改革に関する有識者懇談会」メンバー

## 同期
外務省同期入省には、高瀬尚一（駐バチカン大使）、西村元彦（駐ポルトガル大使）、丹波實（駐ロシア大使）、原島秀毅（駐マレーシア大使）、木島輝夫（駐アルゼンチン大使）、木村崇之（EU大使）、川島純（駐ニュージーランド大使）、池田右二（ウィーン国際機関大使）、宮本信生（駐チェコ大使）、荒船清彦（駐西大使、中南米局長）、大和田悳朗（駐ユーゴ大使）、荒義尚（駐比大使）、久保田穣（駐パキスタン大使）、国安正昭（駐ポルトガル大使）など。

## エピソード
- アジア局北東アジア課長時代に中曽根康弘首相の訪韓に尽力。
- 1991年 湾岸戦争勃発時に海部俊樹内閣から国際連合平和協力法案成立に向けた準備室長に任命され法案成立に尽力したが同法案は廃案となっている。
- 1997年 デンバーサミットで橋本龍太郎首相のシェルパ（首脳個人代表）を務めた。
- フランス大使時代に公邸修復が行なわれた際に高級ホテルのスイートルーム（1泊20万円程度）に宿泊したことについて、民主党の簗瀬進によって参議院予算委員会で取り上げられている[4][5]。

## 著書
- 『ゆれる国際貿易体制: ガットはどこへ行く』（サイマル出版会、1972年）
- 『日米経済摩擦: 表の事情ウラの事情』（日本経済新聞社、1982年）
- 『アメリカの12の顔』（東洋経済新報社、1982年）
- 『権力の継承』（日本国際問題研究所、1985年）
- 『パリ名作の旅』（サイマル出版会、1987年）
- 『東西文化摩擦』（中央公論社、1990年）
- 『日米経済摩擦 改訂版』（朝日文庫、1991年）
- 『パリの周恩来』（中央公論社［中公叢書］、1992年）（吉田茂賞受賞）
- 『「西」の日本・「東」の日本 』（研究社出版、1995年）
- 『中国の威信日本の矜持: 東アジアの国際関係再構築に向けて』（中央公論新社、2001年）
- 『吉田茂の自問 ― 敗戦、そして報告書「日本外交の過誤」』（藤原書店、2003年）
- 『グローバリズムへの叛逆 ― 反米主義と市民運動』（中央公論新社、2004年）
- 『日中実務協定交渉』（岩波書店、2010年）
- 『名作から創るフランス料理』（かまくら春秋社、2010年）
- 『日本のアジア外交 ― 二千年の系譜』（藤原書店、2013年）
- 『秘録・日韓1兆円資金』（講談社、2013年）
- 『日韓関係の争点』（共著）（藤原書店、2014年）
- 『解剖　北朝鮮リスク』（共著）（日本経済新聞出版社、2016年）
- 『日本人の朝鮮観　なぜ「近くて遠い隣人」なのか』（日本経済新聞出版社、2016年）
- 『日本の「世界化」と世界の「中国化」　日本人の中国観二千年を鳥瞰する』（藤原書店、2019年）
- 『アジアは日本をどう見てきたか』（アジア・ユーラシア総合研究所、2020年）
- 『国際交流と日本: 日本の自画像と国際認識をつくった国際交流』（土山實男 共編）（内外出版、2021年）
- 『フランス大使の眼でみたパリ万華鏡』（藤原書店、2024年）
- 『駐韓国大使日誌1997〜2000 日韓パートナーシップ宣言とその時代』（昇亜美子・白鳥潤一郎・河炅珍 共著）（岩波書店、2024年）